# Auspuffwärmerückgewinnungssystem

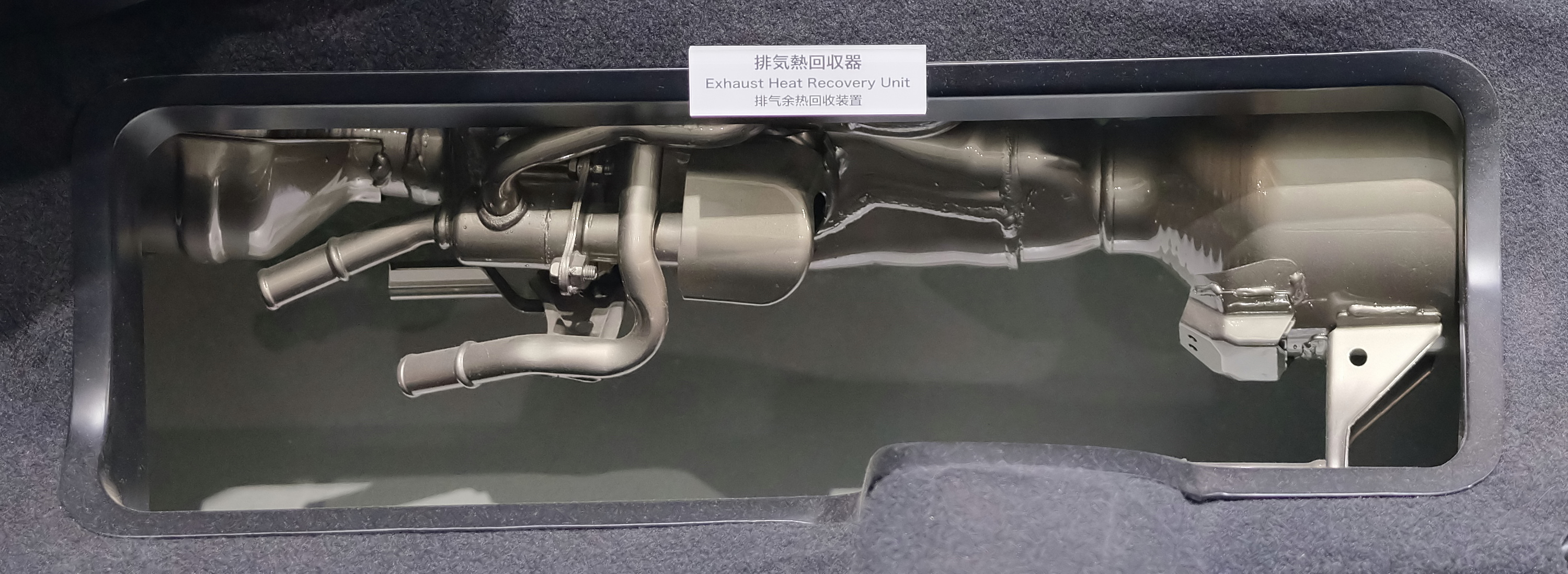
Auspuffwärmerückgewinnungssystem beim Toyota Prius PHV

Ein Auspuffwärmerückgewinnungssystem wandelt Abwärmeenergie der Abgase in elektrische Energie für Batterien um oder führt sie als Bewegungsenergie wieder der Kurbelwelle zu. Die Technologie ist von zunehmendem Interesse, da Auto- und Schwerlastfahrzeughersteller die Effizienz weiter steigern, Kraftstoff sparen und CO2-Emissionen reduzieren wollen bzw. müssen.

## Wärmeverluste eines Verbrennungsmotors
Während technologische Verbesserungen den Kraftstoffverbrauch von Verbrennungsmotoren stark reduziert haben, liegt der höchste thermische Wirkungsgrad eines Viertaktmotors im Otto-Kreisprozess dennoch bei lediglich rund 35 %, was bedeutet, dass 65 % der aus dem Kraftstoff freigesetzten Energie als Wärme verloren geht. Diesel-Motoren schneiden mit einem Spitzenwirkungsgrad von rund 45 % besser ab, sind aber noch weit entfernt von der maximalen theoretischen Effizienz, da entsprechend 55 % des Brennstoffenergiegehalts als Wärme abgegeben werden.

## Technologien zur Abwärmerückgewinnung

### Rankine
Systeme, die auf dem Clausius-Rankine-Kreisprozess beruhen, erhitzen Druckwasser in einem im Auspuffrohr befindlichen Dampferzeuger. Durch die Erwärmung durch Abgase wird die Flüssigkeit in Dampf umgewandelt. Der Dampf treibt dann den Expander des Rankine-Motors an, entweder als Turbine oder Kolbenmotor. Der Expander kann direkt mit der Kurbelwelle des Wärmekraftmotors verbunden werden oder über einen Generator Strom erzeugen.
Britische Forscher an der Universität Loughborough und der Universität Sussex kamen zu dem Schluss, dass durch die Nutzung der Abwärme von leichten Nutzfahrzeugmotoren in einem Dampfkraftkreislauf je nach Fahrzyklus eine Minderung des Kraftstoffverbrauchs um 6,3 % bis 31,7 % und bei praktischen Betriebsdrücken hohe Wirkungsgrade erzielt werden können.

### Thermoelectric generators (TEG)
Die Verwendung thermoelektrischer Generatoren (Seebeck-, Peltier-, Thomson-Effekt) ist auch eine Option zur Rückgewinnung von Wärme aus dem Auspuffrohr, wurde jedoch in modernen Autos noch nicht in die Praxis umgesetzt.

## Abgaswärmerückgewinnung bei Verbrennungsmotoren mit Clausius-Rankine-Kreisprozess

### Pkws
Angesichts der neuen amerikanischen, europäischen, japanischen oder chinesischen Vorschriften, die hinsichtlich der CO2-Emissionen immer strenger werden, scheint die Abwärmerückgewinnung eine der effizientesten Möglichkeiten zur Rückgewinnung freigesetzter Energie, da Verbrennungsmotoren eine große Wärmemenge erzeugen. Zahlreiche Unternehmen entwickeln Systeme, die auf dem Clausius-Rankine-Kreisprozess basieren.

#### BMW
Das deutsche Unternehmen war eines der ersten großen Unternehmen, das die Abwärmerückgewinnung mit einem Rankine-System untersuchte. Siehe Turbosteamer.

#### Chevrolet EGHR
Der Chevrolet Malibu Hybrid Baujahr 2016 verfügt über ein Abgas-Wärmerückgewinnungssystem (EGHR) zur Beschleunigung der Aufheizzeit des Kühlmittels. Dies führt zu einer schnelleren Erwärmung des Motorkühlmittels, was wiederum den Motor schneller erwärmt. Es wird weniger Kraftstoff verbraucht und Emissionen werden reduziert. Auch das Aufwärmen des Fahrzeuginnenraums für den Komfort der Passagiere und das Abtauen der Fenster wird beschleunigt. Für Hybridanwendungen kann auch der Akku erwärmt werden. Das Kühlsystem ist mit einem im Abgas angeordneten Wärmetauscher verbunden, der die Wärmeenergie vom Abgas zum Kühlsystem überträgt. Beim Aufwärmen des Motors wird das Abgas in ein Bypass-Rohr umgeleitet.

#### Honda
Honda entwickelt ein Modul, das auf einem Clausius-Rankine-Kreisprozess basiert, um die Gesamteffizienz von Hybridfahrzeugen zu verbessern, indem die Wärme des Motors zurückgewonnen und in Elektrizität für den Akku umgewandelt wird. Im US-amerikanischen Autobahnzyklus hat der Clausius-Rankine-Kreisprozess dreimal so viel Energie regeneriert wie das regenerative Bremssystem des Fahrzeugs.

#### Exoès
Exoès ist ein französisches Unternehmen, das sich auf die Entwicklung und Herstellung von Abwärmerückgewinnungssystemen auf Basis vom Clausius-Rankine-Kreisprozess spezialisiert hat. Das System EVE, Energy Via Exhaust, führt zu Kraftstoffeinsparungen von 5 bis 15 %.

#### Barber Nichols
Barber-Nichols Inc. entwickelt Rankine-Technologien für Fahrzeuge.

#### FVV
Das deutsche Konsortium vereint die Mehrheit der Hersteller von Verbrennungsmotoren weltweit. Zwei Task Forces untersuchen derzeit Abwärmerückgewinnungssysteme für Personenkraftwagen.

### Renault Trucks
Im Rahmen der All For Fuel Eco Initiative untersucht Renault Trucks ein Rankine-System für Langstreckenfahrzeuge, das zu einer Kraftstoffeinsparung von 10 % führen könnte. Ziel ist es, genügend Energie zu erzeugen, um Komponenten und elektronische Hilfsgeräte mit Strom zu versorgen und den Kraftstoffverbrauch durch Reduzierung der Lichtmaschinenlast zu senken.

### WildFire Heat Recovery System (WFHRS)
Das WildFire Heat Recovery System (WFHRS) von Double Arrow Engineerings befindet sich in der Entwicklung und nutzt die Abwärme von Kühlmittel und Abgas. Dieses System verwendet einen Rankine-Motor als Energieumwandlungsmethode. Das WFHRS wurde für eine Vielzahl unterschiedlicher Anwendungen entwickelt, sowohl für Anwendungen mit fester als auch mit variabler Drehzahl, Aftermarket- und OEM-Anwendungen, ist jedoch im Allgemeinen auf Lastkraftwagen, Dieselgeneratoren, Busse und Wohnmobile uns Schiffe ausgerichtet.

### Züge
IFPEN, Enogia und Alstom entwickeln ein System namens Trenergy zur Verbesserung der Kraftstoffeffizienz bei Zügen.

### Abwärmerückgewinnung im Sport
Kraftstoffeffizienz, Reduzierung der CO2-Emissionen, Zuverlässigkeit und Kosten sind Gesichtspunkte bei der Entwicklung von der Formel-1-Rennwagen. Im Automobilsport können neue Technologien getestet und bewertet werden.
Formel-1-Konstrukteure stellten eines der ersten Abwärmerückgewinnungssysteme her und heutzutage sind diese Geräte wesentliche Bestandteile eingebetteter Technologien in der Formel 1. Die Wärmerückgewinnung sollte in der F1-Meisterschaft 2014 obligatorisch werden.